# Janusz Mokwiński
Janusz Mokwiński – polski koszykarz, reprezentant kraju, multimedalista mistrzostw Polski.
W 1952 zajął siódme miejsce na liście najlepiej punktujących polskiej ligi.

## Osiągnięcia

### Klubowe
- Mistrz Polski (1950, 1952)
- Brązowy medalista mistrzostw Polski (1949, 1951)